# Herbert Harold Read

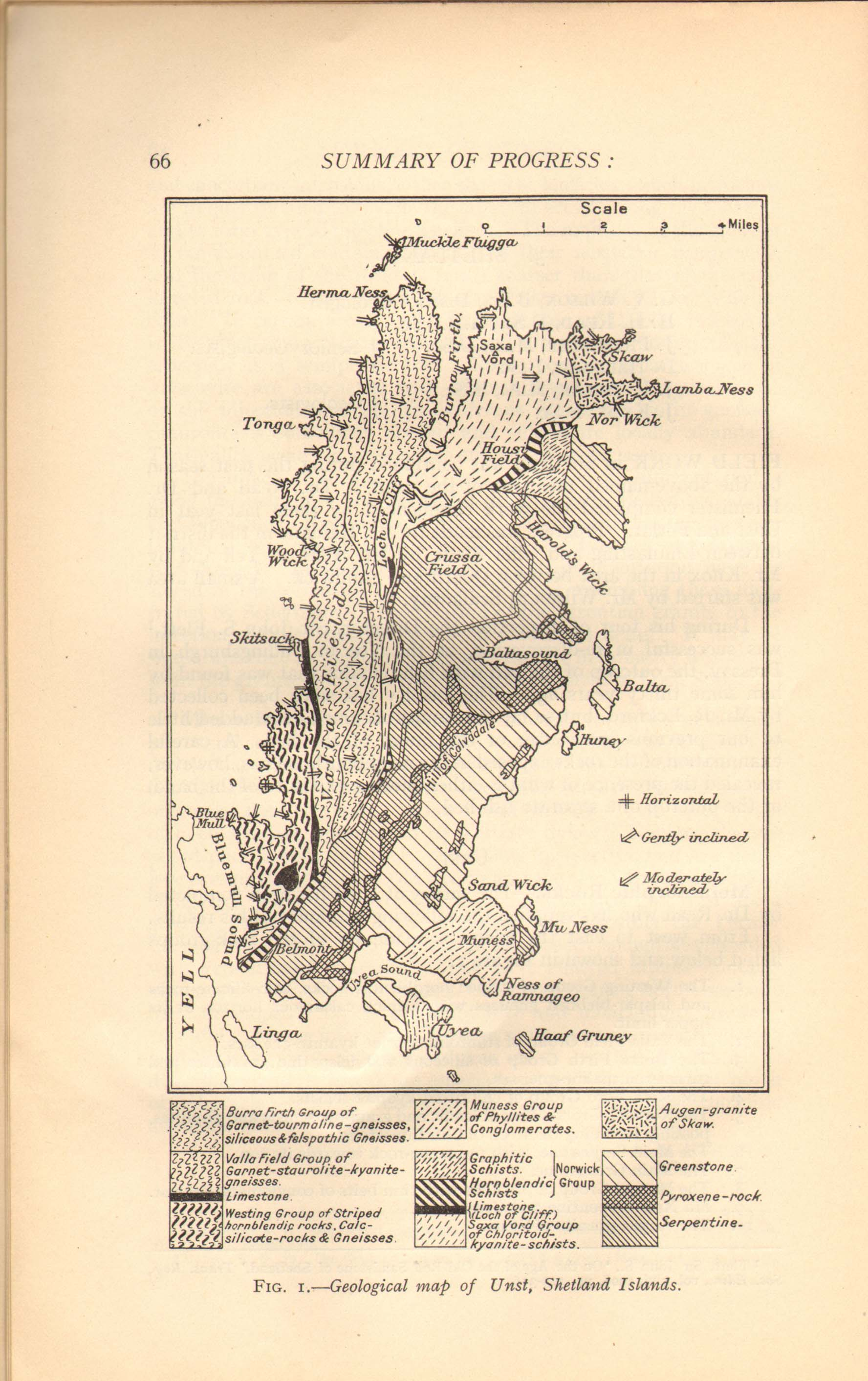
Carte géologique de l'île Unst aux Shetland, établie par H. H. Read en 1931.

Herbert Harold Read (17 décembre 1889, à Whitstable - 29 mars 1970) , est un géologue britannique et professeur de géologie à l'Imperial College . De 1947 à 1948, il est président de la Société géologique de Londres .

## Biographie
Il est né à Whitstable dans le Kent le 17 décembre 1889, fils d'Herbert Read, un producteur laitier, et de sa femme, Caroline Mary Kearn. Il fréquente la St Alphege Church School à Whitstable puis la Simon Langton Grammar School for Boys à Canterbury. Il étudie ensuite les sciences à l'Université de Londres, obtenant un baccalauréat ès sciences en 1911.
Pendant la Première Guerre mondiale, il sert dans les Royal Fusiliers dans la Somme et à Gallipoli. Il est mis hors service en 1917 et retourne au HM Geological Survey (section écossaise), où il a commencé brièvement en 1914. Il reste avec l'enquête jusqu'en 1931 .
En 1927, il est élu membre de la Royal Society of Edinburgh avec comme proposants John Horne, Sir John Smith Flett, Murray Macgregor et Sir Edward Battersby Bailey. De 1931 à 1939, il est professeur de géologie à l'Université de Liverpool .
Il est élu membre de la Royal Society en 1939 et remporte sa médaille royale en 1963 pour « ses contributions exceptionnelles à la compréhension des processus de métamorphisme des roches et des origines du granit » ,. Il reçoit également la médaille Bigsby en 1935, la médaille Wollaston en 1952 et la médaille Penrose en 1967 . Il est doyen de la Royal School of Mines de 1943 à 1945 .
Il est décédé le 29 mars 1970. En 1917, il épouse Edith Browning.

## Ouvrages
- Géologie régionale britannique : Les Grampian Highlands. Deuxième édition (1948) révisée par AG MacGregor
- Géologie: une introduction à l'histoire de la Terre (1949)
- La controverse sur le granit (1957)
- Début de géologie (1966)
- Étapes ultérieures de l'histoire de la Terre (1975)